# Madame veuve Larifla
Madame veuve Larifla est un vaudeville en 1 acte d'Eugène Labiche, représenté pour la 1re fois à Paris au Théâtre des Variétés le 25 janvier 1849.
Adolphe Choler a collaboré à l'écriture.

## Distribution
| Acteurs et actrices ayant créé les rôles |                   |
| Personnage                               | Acteur ou actrice |
| Grattepain                               | André Hoffmann    |
| Marcel, peintre                          | Charles Pérey     |
| Mme Larifla, maîtresse d'hôtel           | Mme Bressant      |
| Jeannette                                | Pélagie Colbrun   |